# Красносільці (Тернопільський район)
Красносі́льці —село в Україні, у Збаразькій міській громаді Тернопільського району  Тернопільської області. Розташоване на річці Гнізна, на півночі району. До 2020 центр сільради, якій було підпорядковане с. Розношинці. Поблизу Красносільців був хутір Дідова, нині не заселений.
Населення — 439 осіб (2003).

## Історія
Відоме від 1-ї половини ХVII ст.
У добу національно-визвольних змагань 1917—1921 рр. в лавах УГА воювало кілька десятків мешканців села, з них 24 полягло в боях за рідну землю.
В міжвоєнний період діяли «Просвіта», «Союз українок» та інші українські товариства, кооператива.
12 червня 2020 року, відповідно до Розпорядження Кабінету Міністрів України від  № 724-р «Про визначення адміністративних центрів та затвердження територій територіальних громад Тернопільської області», село увійшло до складу Збаразької міської громади.
19 липня 2020 року, в результаті адміністративно-територіальної реформи та ліквідації Збаразького району, село увійшло до складу новоутвореного Тернопільського району.

## Пам'ятки
Є церква святого Димитрія (1878, мурована, реставрована 1930; стінопис виконав Корнило Устиянович),
3 «фігури»:
- Матері Божої,
- св. Андрія (1899),
- у вигляді хреста (1861).

Встановлено пам'ятні хрести на честь тверезості (1875), незалежності України, відновлення греко-католицької віри (обидва — 1991), насипано символічну могилу Борцям за волю Україну (1991), є 4 липи, посаджені на честь скасування панщини.

## Соціальна сфера
Працюють загальноосвітня школа І-ІІ ступенів, клуб, бібліотека, ФАП, відділення зв'язку.

## Відомі люди

### Народилися
- Андрій Левицький - військовослужбовець ЗСУ, захисник України, загинув 24 грудня 2024 року у Херсонській області під час виконання бойового завдання.
- Євгенія Бохенська - українська письменниця, фольклористка, громадсько-політична діячка
- релігійний і громадський діяч П. Ковальчук.
- Василь Лабайчук — заступник голови НВР Правий сектор.
- Степан Музика — член ОУН, станичний.

## Галерея

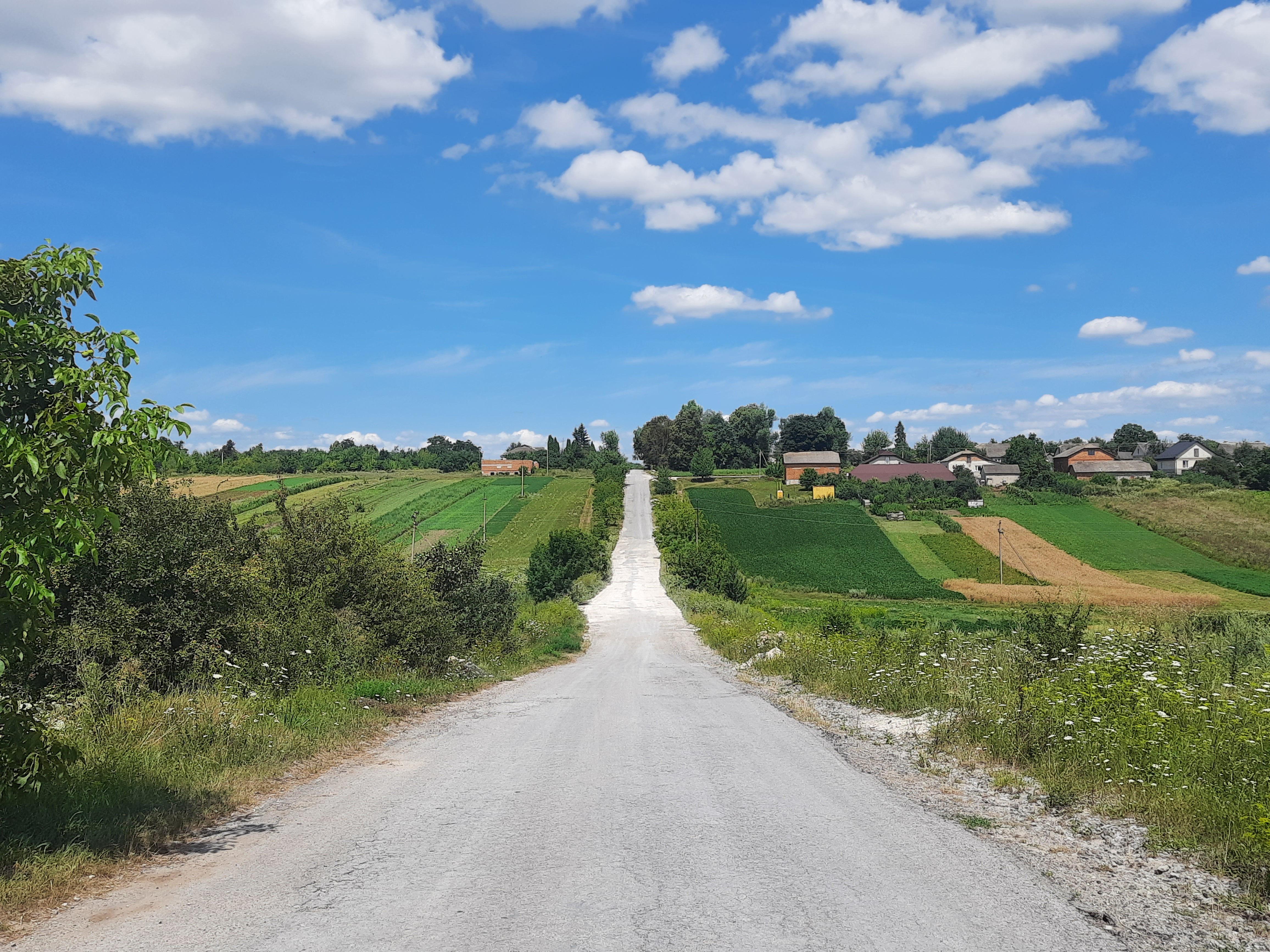
Дорога в село
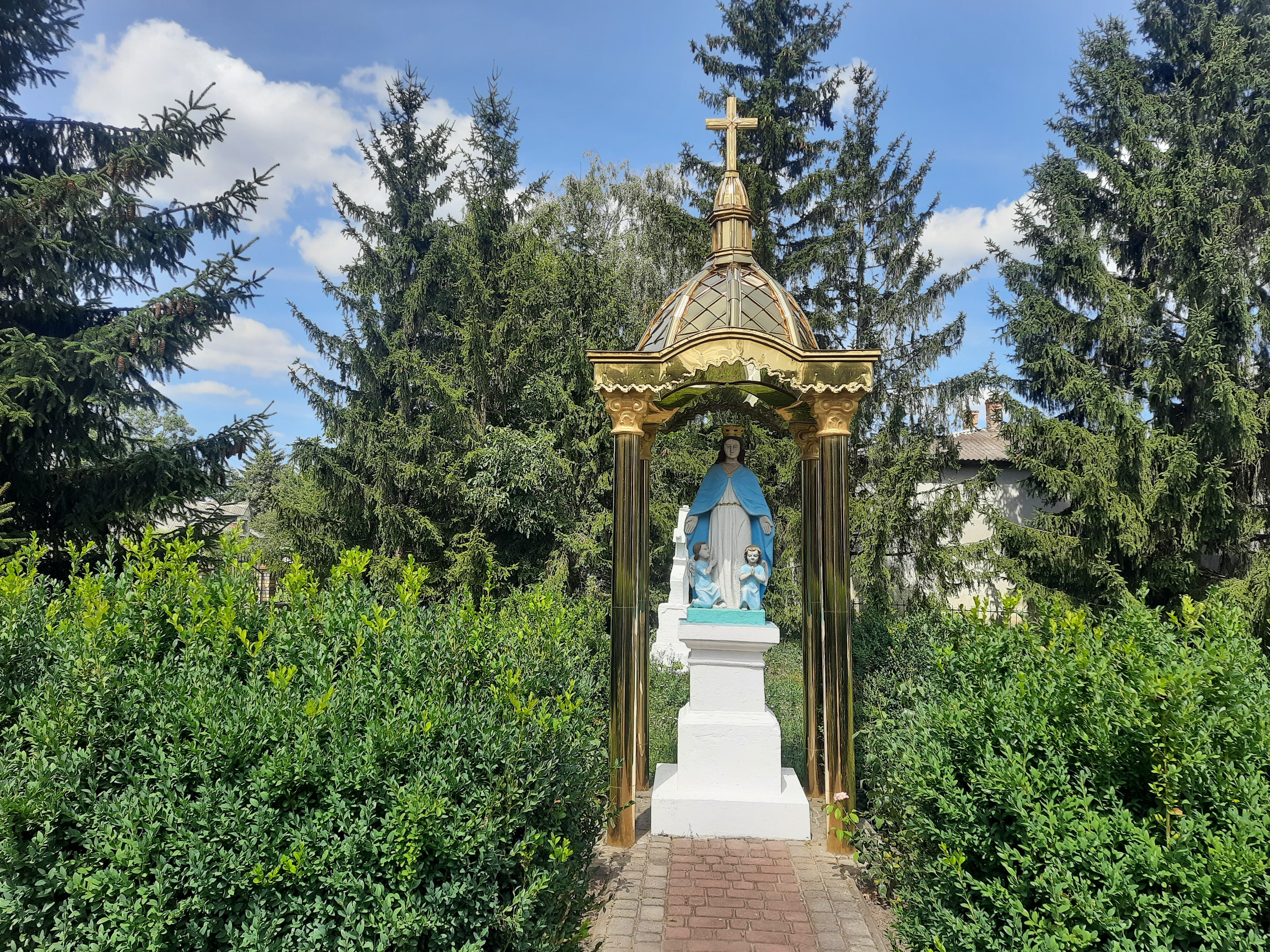
Статуя Божої Матері
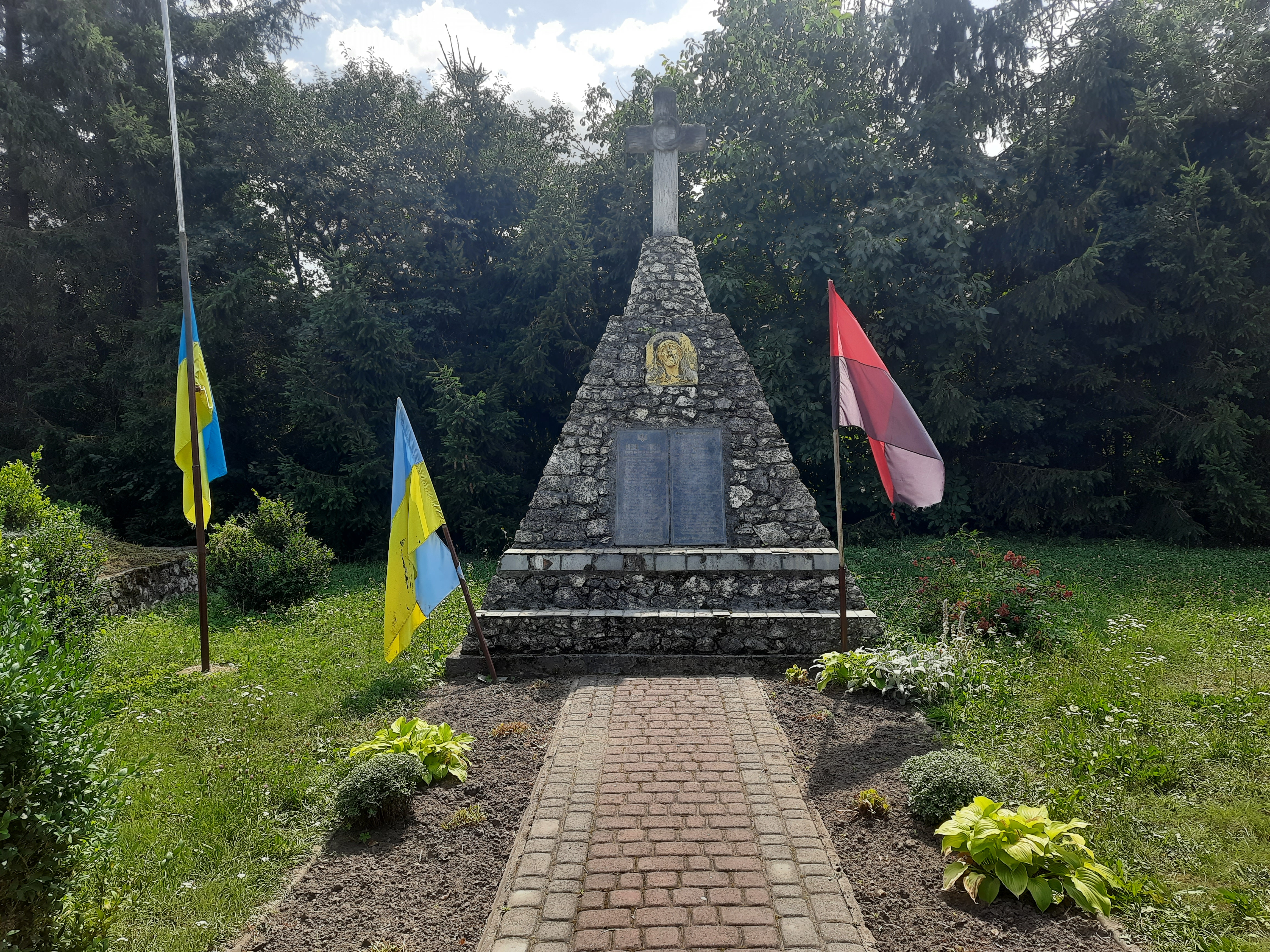
Пам'ятний знак Борцям за волю України
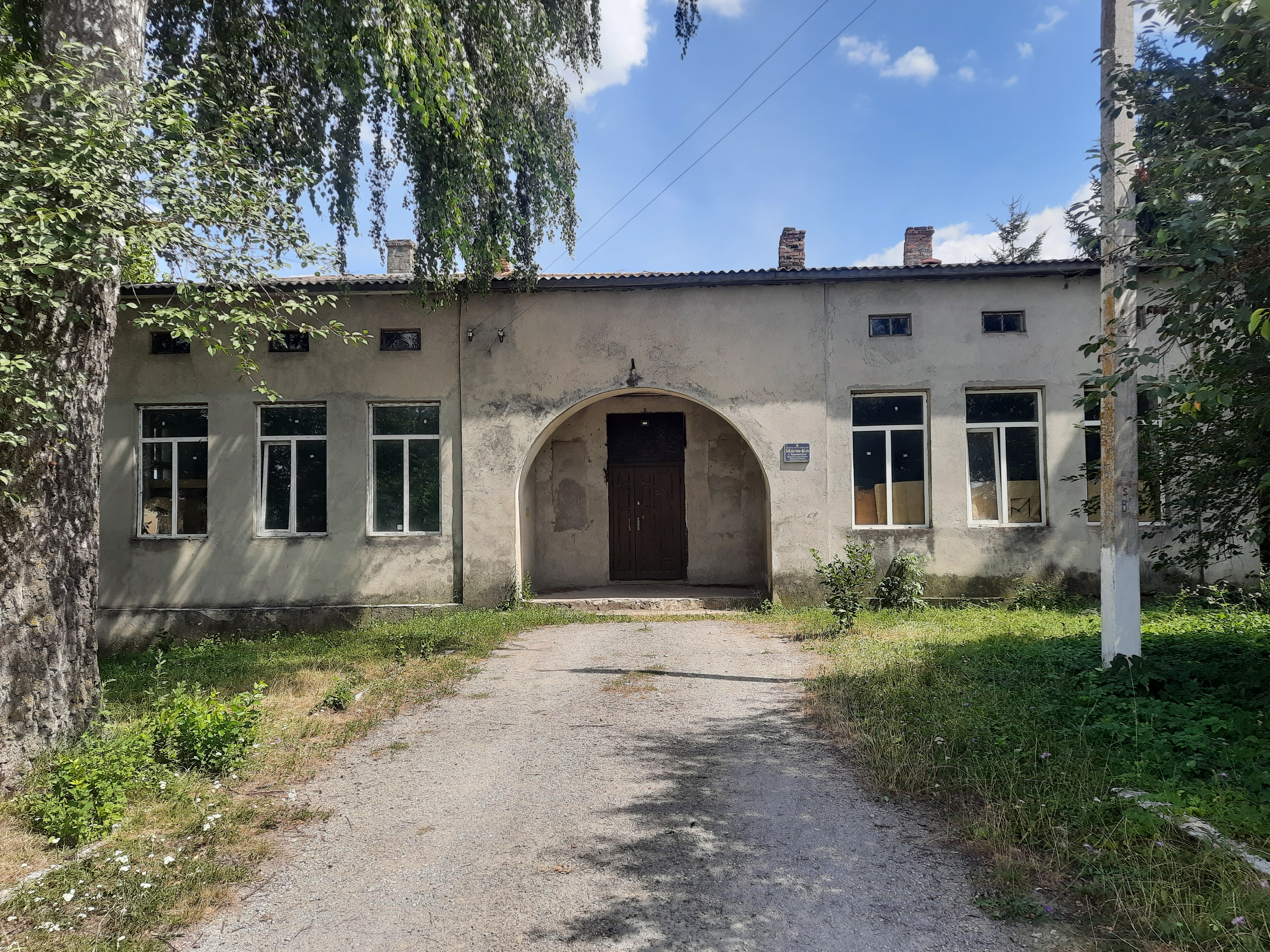
Бібліотека
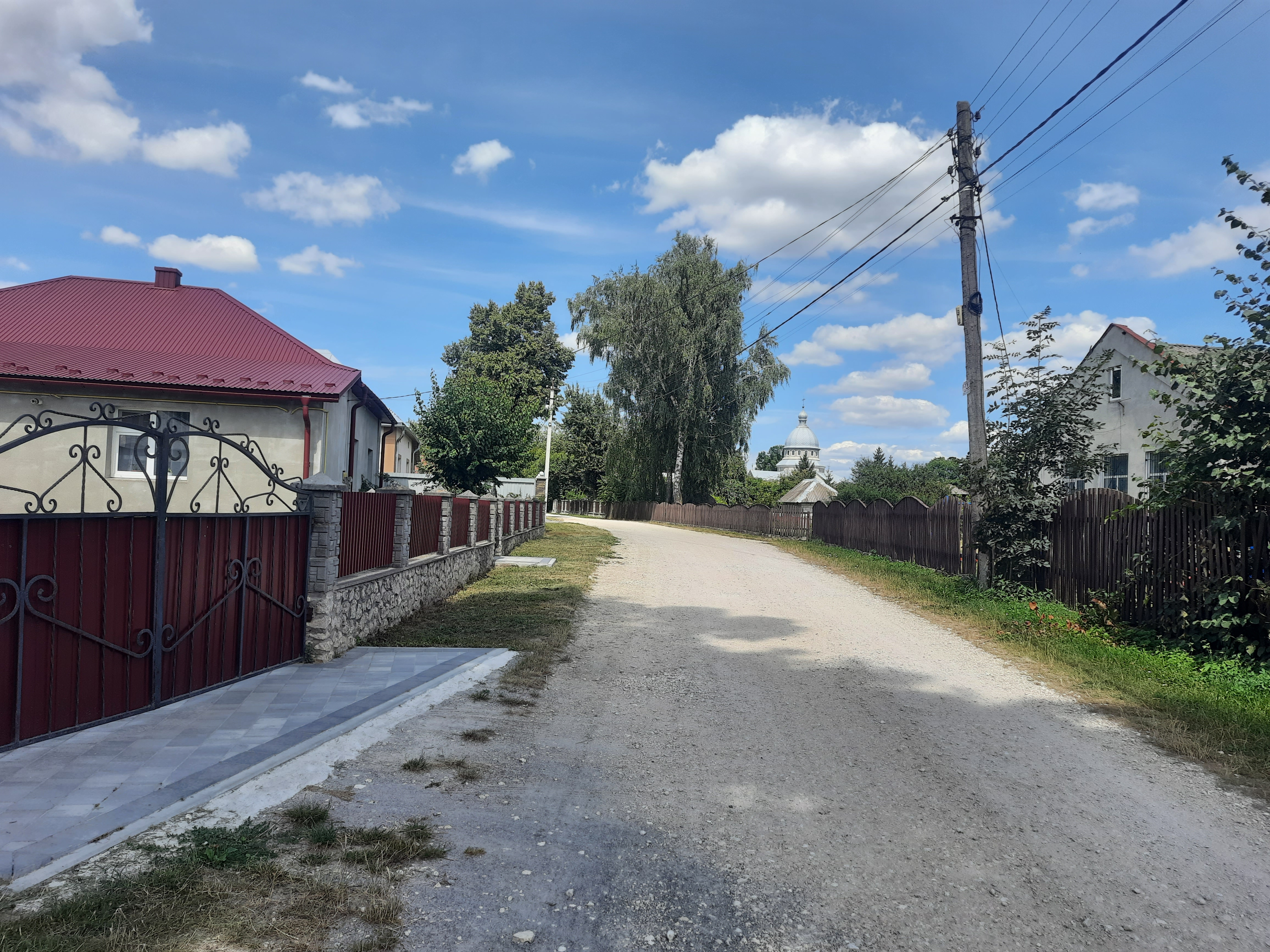
Сільська вулиця